# Vlag van Québec (stad)

Vlag van de stad Québec (ratio 2:3)

De vlag van de stad Québec werd officieel aangenomen op 12 januari 1987, en toont een goudgeel schip op een diepblauw veld, omringd door een witte rand met kantelen die de unieke stadsmuren voorstelt. De rand geeft ook de vestingstad aan waar de oprichter vandaan kwam, Brouage in Saintonge, Frankrijk.
Het schip is het schip van Samuel de Champlain, de Don de Dieu, een herinnering aan de stichter van de stad. De naar buiten gerichte zeilen symboliseren de dapperheid en kracht van de bevolking. Het schip geeft ook aan dat de stad een belangrijke zeehaven is in Noord-Amerika.
De gebruikte heraldische kleuren hebben de volgende betekenis:
- Geel (goud) staat voor kracht, rechtvaardigheid, consistentie, rijkdom, geloof en glans.
- Wit (zilver) staat voor zuiverheid, waarheid, liefdadigheid, nederigheid en overwinning.
- Blauw (azuur) betekent loyaliteit, helderheid, soevereiniteit, majesteit, goede reputatie, kennis en sereniteit. Blauw overheerst ook in het wapen van de stad om haar stichting door de Fransen te benadrukken.

De oude vlag, gebruikt van 1967 tot 1987

De vorige vlag die tussen 1967 en 1987 gebruikte, bestond uit een wit veld met het stadswapen van de stad Québec en de provinciale vlag van Québec in het kanton.